# Triantafyllos Tsapras
Triantafyllos Tsapras (in greco Τριαντάφυλλος Τσάπρας; Livadeia, 22 ottobre 2001) è un calciatore greco, centrocampista del Levadeiakos.

## Carriera
Prodotto del settore giovanile dell'AEK Atene, si trasferisce in quello del Levadeiakos – squadra della sua città natale – ove trova l'esordio in prima squadra durante la partita di campionato giocata contro il PAS Giannina del 25 ottobre 2019. Contribuisce alla vittoria del campionato di Souper Ligka Ellada 2 nel 2022 e 2024.

## Palmarès

### Competizioni nazionali
- Souper Ligka Ellada 2:   2

Levadeiakos: 2021-2022, 2023-2024